# Marz
Marz è un comune austriaco di 2 044 abitanti nel distretto di Mattersburg, in Burgenland.